# Ioláos

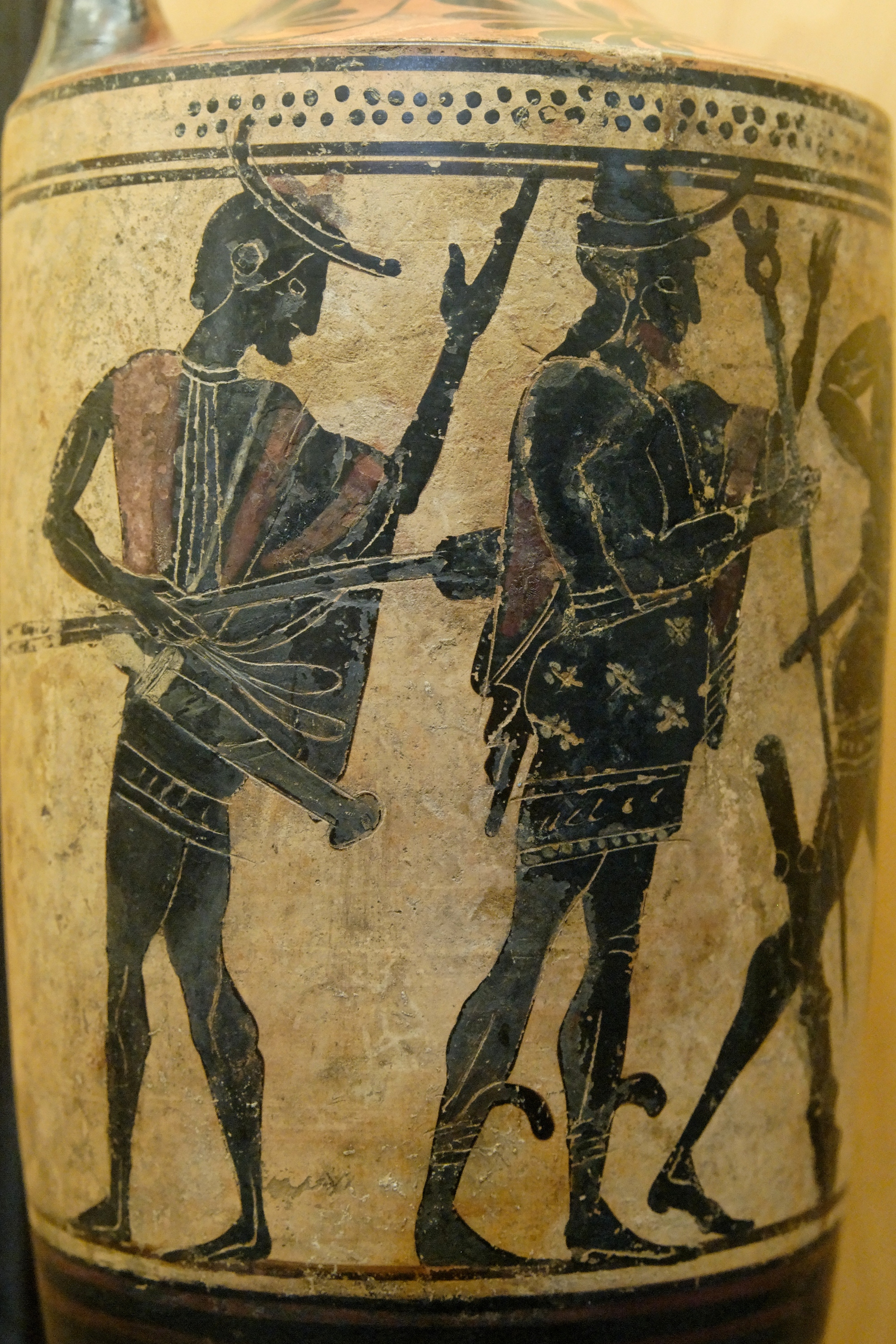
Ioláos (vlevo)
drží Héraklovy šípy zatímco hrdina (mimo záběr) bojuje s némejským lvem, boj
pozoruje Hermés (vpravo), přibližně 500 př. n. l.

Ioláos (řecky Ἰόλαος, latinsky Iolaus) je v řecké mytologii syn Héraklova nevlastního bratra Ífikla a jeho manželky Automedúsy.
Ioláos byl silný a odvážný mladík, kterého si Héraklés přizval ke splnění druhého úkolu zadaného králem Eurystheem. Šlo o zabití lernské Hydry, nestvůry, která ničila vše živé v okolí města Lerny v Argolidě.
A Ioláos byl platným pomocníkem. Když Héraklés usekl Hydře jednu z devíti dračích hlav a na jejím místě ihned narostly dvě nové, Ioláos zapálil okolní les a hořícím kmenem stromu obludě hlavy upaloval, takže už nemohly narůstat nové. Zneškodnil také obrovského raka, kterého Hydře na pomoc poslala bohyně Héra, úhlavní nepřítelkyně Héraklova.
Ioláos zůstal přítelem Héraklovým i po tomto společném boji a dokonce v době, kdy Héraklés plnil další úkoly, věnoval se zatím jeho manželce Megaře, a to tak, že se do ní posléze zamiloval. Héraklés po návratu mu první ženu přenechal, protože tou dobou se už ohlížel sám jinde.
Když mnohem později Héraklés za nešťastných okolností zemřel krutou smrtí, kterou mu nevědomky připravila jeho druhá manželka Déianeira, Ioláos se usadil v Athénách a chránil tam Héraklovy potomky. Ty předtím pronásledoval mykénský král Eurystheus, vyhnal je z rodového sídla Tírynthu, až našli útočiště v Athénách. Eurystheus v jejich pronásledování pokračoval až tam.
Ioláos přes svůj pokročilý věk se vypravil do války. Požádal Hylla, Héraklova syna, aby mu půjčil svůj válečný vůz a bohy prosil, aby mu na chvíli vrátili mládí. A bohové jeho prosbě vyhověli, nad bojiště se snesl tmavý mrak a když se rozplynul, na válečném voze se Ioláos skvěl v plné síle ve válečné zbroji. Eurysthea dostihl, zajal a v poutech přivedl do Athén. Když ho spatřila Alkména, Héraklova matka, vyškrábala mu oči a poté ho probodla dýkou.
Poté - vděčný za tu chvíli, v níž pomstil všechna utrpení a ponížení, kterého se Héraklovi i jeho dětem od Eurysthea kdy dostalo - poté Ioláos spokojený a smířený v klidu zemřel.